# Kätkätunturi (kulle, lat 67,78, long 24,73)
Kätkätunturi är en kulle i Finland. Den ligger i Kittilä i landskapet Lappland, i den norra delen av landet, 800 km norr om huvudstaden Helsingfors. Toppen på Kätkätunturi är 500 meter över havet.
Terrängen runt Kätkätunturi är varierad. Trakten runt Kätkätunturi är nära nog obefolkad, med mindre än två invånare per kvadratkilometer.